# Musica a Torino
A Torino vi è una ricca offerta musicale. Viene eseguita dal vivo ogni tipo di musica e, oltre ai principali teatri e sale da concerto per la musica classica, dopo le Olimpiadi invernali del 2006 sono aumentati i palazzetti dove avvengono concerti ed esibizioni di musica leggera. Tra questi, i più frequentati sono:
- il PalaRuffini, conosciuto anche come Palazzetto dello Sport
- il PalaTorino, già Mazda Palace
- il Palasport Olimpico, oggi PalaAlpitour e già PalaIsozaki (dal nome del suo architetto Arata Isozaki)

A Torino inoltre sono nati molti dei musicisti che hanno fatto la storia della musica leggera italiana, da Alberto Pestalozza a Carlo Prato, da Lidia Martorana a Fred Buscaglione, da Rita Pavone ad Umberto Tozzi.

## Gruppi musicali e cantanti

### Anni dieci, venti e trenta
Alberto Pestalozza, Isa Bluette, Carlo Prato, Piero Pavesio

### Anni quaranta
Ernesto Bonino, Gigi Beccaria, Nella Colombo, Lidia Martorana, Trio Aurora, Quartetto Stars, Armando Costanzo, Michele Montanari.

### Anni cinquanta
Rica Pereno, Fred Buscaglione, Carlo Pierangeli, Ruggero Maghini, Luciano Benevene, Duo Fasano, Tonina Torrielli, Fausto Amodei, Michele Luciano Straniero, I Cantacronache, Margot, Quartetto Hohner, Luciano Fineschi

### Anni sessanta
I Brutos, Stella Dizzy, Mario Piovano, Quintetto di Torino, Gipo Farassino, Domenico Serengay, Luisella Guidetti, Roberto Balocco, Rita Pavone, Franco Tozzi, Riz Samaritano, Mariolino Barberis, Vanna Brosio, Vasso Ovale, Ico Cerutti, I Ragazzi del Sole, Silva Grissi, Gerry Bruno, i Fantom's, Mini Molly, Pierfranco Colonna, Volti '70, Francesco Anselmo, Franco De Gemini, Los Gildos

### Anni settanta
Gli Alluminogeni, Lucia Rizzi, i Circus 2000, Oscar Avogadro, La Strana Società, Il Moto Perpetuo, Gianni Siviero, Romano Bertola, Mario Scotti, Silvana Aliotta, Raffaella De Vita, Valerio Liboni, Gilda, Grazia Vitale, Esagono, Andrea Giordano, i Living life, Umberto Tozzi, Enzo Maolucci, gli Arti e Mestieri, i Vento Forza 5, Venegoni & Co, Beppe Crovella, Gigi Venegoni, Silvano Borgatta, Marco Bonino, Carlo Credi, Procession

### Anni ottanta
I Righeira, i Blue Vomit, i Nerorgasmo, i Negazione, i No Strange, i Truzzi Broders, i Monuments, Giorgia Fiorio, Giulio Camarca, Loschi Dezi, gli Statuto, i Fratelli di Soledad, i Powerillusi, i Camaleunti, i Mirafiori Kidz, Marco Carena, Persiana Jones e le tapparelle maledette, Franco Sciancalepore detto Slep, i Franti, Forget The Dead, The Babies.

### Anni novanta
Aneurisma, Angeli, Linea 77, Perturbazione, Mau Mau, Fabio Barovero, Rimozionekoatta, Eiffel 65, Fluxus, Gabry Ponte, Mao, i Subsonica, Gigi D'Agostino, Da Blitz, gli Amici di Roland, Redlynx, Stiliti, Highlord, Motel Connection, Frankie hi-nrg mc, Brokenglazz, Headcrasher, Dottor Livingstone, Fratelli Sberlicchio Deskadena, Lyricalz, Left Side, Sab Sista, Next One, ATPC, Africa Unite, Tribà, Unconditional/Malasangre.

### Anni duemila
Darman, Melody Fall, Fabrizio Voghera, Disarmonia Mundi, Emma Re, Nadàr Solo, OneMic, Dj Double S, Caronte mc, Willie Peyote, Shade, Totozingaro Contromungo.

### Anni duemiladieci
Eugenio in Via di Gioia, Diecicento35, Atlante, Igloo, Fran e i pensieri Molesti, Rosa Chemical, Narratore Urbano, D!PS, Fred De Palma, Rosario Faró, One Mic, Cantafinoa10, Trio Marciano, BLACK MUNGO.

## Orchestre e cori
In città hanno sede ben 3 orchestre sinfoniche di rilievo nazionale ed internazionale:
- l'Orchestra Sinfonica Nazionale della RAI, considerata tradizionalmente la migliore orchestra sinfonica in Italia;
- l'Orchestra Sinfonica del Teatro Regio;
- l'Orchestra Filarmonica di Torino.

Hanno sede inoltre numerosi cori, tra i quali:
- Accademia Corale "Stefano Tempia"
- Coro della Società Culturale Artisti Lirici Torinese Francesco Tamagno
- Coro dell'Università degli Studi di Torino, diretto dal M° Sergio Pasteris
- Torino Vocalensemble, diretto dal M° Carlo Pavese
- La bottega musicale
- Coro Sette Torri
- Coro Alpette di Torino
- Sunshine Gospel Choir
- Let's Sing Gospel Choir
- I Piccoli Cantori di Torino, diretto dal M° Carlo Pavese

## Festival e associazioni musicali
A Torino si svolgono ogni anno rassegne di ogni genere musicale. Sono da menzionare settembre Musica, che si propone di promuovere la commistione di musica colta e popolare, il Traffic Festival, che invece riunisce cantanti della scena pop-rock e dance italiana e mondiale e Club To Club Festival Internazionale di Musica e Arti Elettroniche che si è imposto nello scenario contemporaneo come uno dei più importanti e innovativi festival europei dedicati alla musica elettronica e alle forme d'arte che con essa interagiscono. Il festival e ensemble Antidogma, che promuovono la musica colta contemporanea.
Tra le associazioni musicali che hanno sede a Torino sono da segnalare l'Unione musicale e il Folk club.
Sistema musica è l'associazione che il Comune di Torino, il Conservatorio e le orchestre cittadine hanno fondato per promuovere la fruizione della musica nella città.
L'Accademia corale Stefano Tempia, fondata nel 1875, è la più antica associazione musicale del Piemonte e la più antica accademia corale italiana.

## Jazz

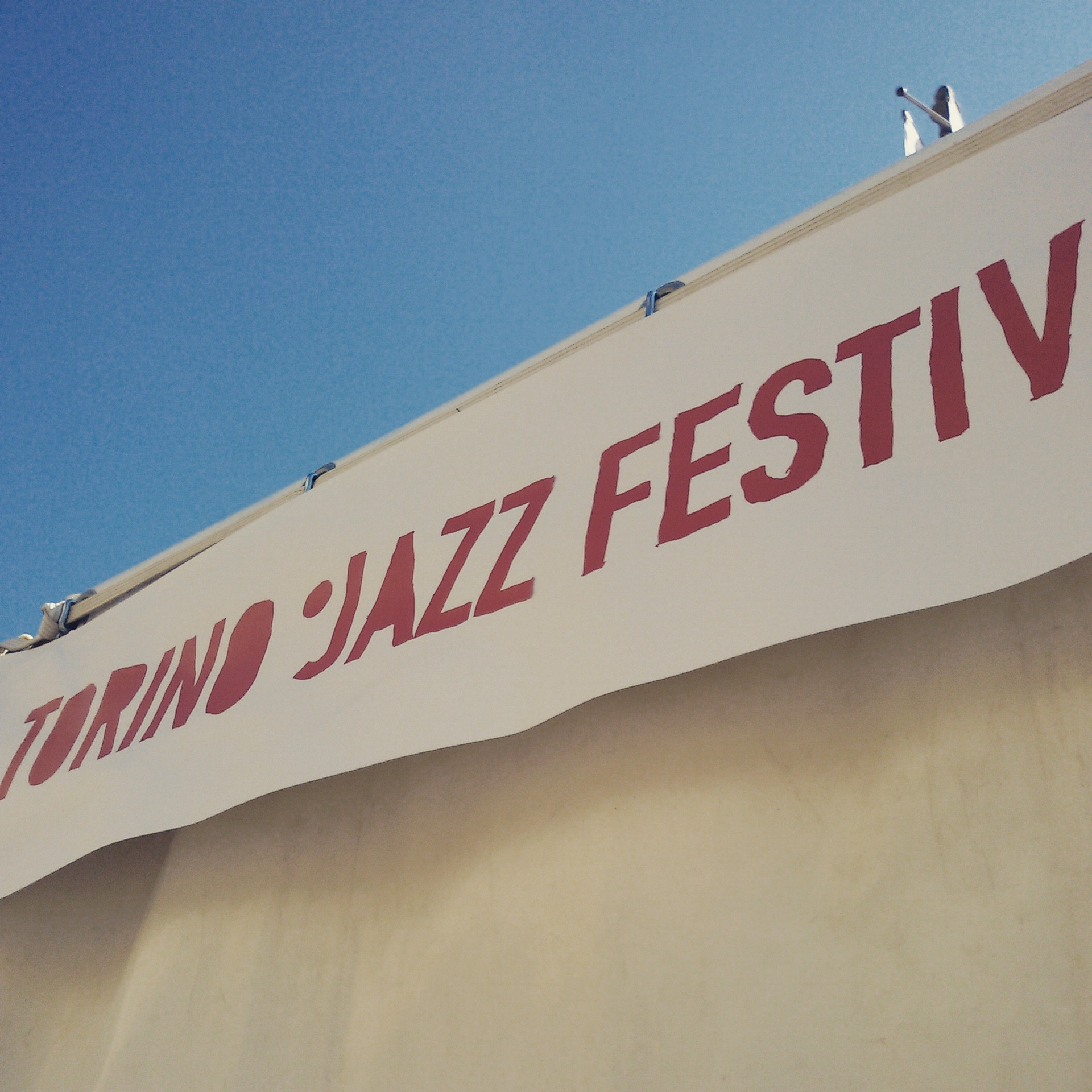
Torino Jazz Festival nel 2016

Già a partire dagli anni trenta, nel capoluogo piemontese si sviluppa l'interesse per il jazz. Nel 1935, per l'iniziativa di uno studioso della musica, Alfredo Antonino, Louis Armstrong tiene a Torino ben due concerti, le uniche date italiane della sua tournée europea. Gli appassionati di jazz e i musicisti erano costretti alla quasi clandestinità a causa dell'ostracismo del regime fascista verso questo genere musicale proveniente da oltreoceano. Le jam-sessions si svolgevano in un locale chiamato Taverna Sobrero.
Negli anni successivi al secondo dopoguerra, nei vari club della città erano attivi complessi e piccole orchestre, come quelli che facevano riferimento al sassofonista Gianni Basso e al pianista Piero Angela, quest'ultimo poi diventato più celebre come giornalista e divulgatore scientifico. Suggestioni swing ebbe pure la musica di un cantante torinese dell'epoca, Fred Buscaglione.
Negli anni sessanta, a Torino, inizia la sua carriera Enrico Rava, che in città conosce Gato Barbieri. Nel 1978 nasce il Centro Jazz.
Torino è la sede del Torino Jazz Festival rassegna internazionale di musica jazz che si tiene ogni anno a fine aprile, con la partecipazione di ospiti prestigiosi come Al Di Meola, Paolo Fresu, Caetano Veloso, Manu Dibango, Daniele Sepe, Enzo Avitabile .

## Elettronica
Torino presenta una profonda connessione con la musica elettronica. Essa è sede di diverse realtà culturali, discoteche ed artisti ed ospita alcuni festival di musica elettronica che hanno acquisito crescente importanza nel settore, quali il Kappa FuturFestival, il Club To Club, il Movement, il Jazz is Dead e il Reload Music Festival. La storia di tale legame risale alla fine degli anni sessanta, quando fu istituita la scuola di Musica Elettronica del Conservatorio di Torino nel 1968. Nel corso dei decenni successivi, la città ha visto nascere gruppi musicali, dj e producer di rilievo, come Righeira, Eiffel 65, Gigi D'Agostino, Roberto Molinaro e i Subsonica, che si sono esibiti nelle varie discoteche cittadine. Tra gli anni ottanta e i primi anni duemila, è sorto il fenomeno dei Murazzi, una serie di locali situati lungo il fiume Po nel cuore della città, dove venivano suonati generi musicali diversi, dalla Italo Disco alla House, dalla musica più commerciale all'elettronica più sperimentale. 

## Riviste musicali
- Rivista Musicale Italiana, 1894 - 1933
- La rassegna musicale, (1928-62)
- Rumore, 1992
- Il giornale della musica, 2014

## Etichette discografiche
- Emanuela Records (con Brutos, Fiorella Bini, Poker di voci)
- DNG (con Margot, Fausto Amodei, Silverio Pisu)
- Kansas (con i Camaleonti, Armando Stula, i Flashmen)
- Cedi
- DKF Folklore (con i Ragazzi del Sole, The Juniors, Silva Grissi)
- Moon Records (con gli Uh!, The Phantom's, i Volti '70)
- Mu Records (con gli Esagono, Paul Kelly Band, Marcello Capra)
- Pentagramma (con Gipo Farassino, I langaroli, i Tre Martelli)
- Drums (con Riccardo Donna, Duo Fasano, Lucia Altieri)
- Shirak Records (con i Living life, Giulio Camarca, i Rocky's Filj)
- Toast Records (con i No Strange, gli Afterhours, gli Statuto, i Powerillusi)
- Dracma Records (con Marco Carena, i Camaleunti, i Linea 77)
- Electromantic Music (con Arti & Mestieri, Venegoni & Co., Aldo Tagliapietra)
- Casasonica (con i Subsonica, Gatto Ciliegia contro il Grande Freddo, i Sikitikis)
- Bliss Corporation (con gli Eiffel 65, Gabry Ponte, i dARI)
- Ayawasca Sciamani Musicali (con Darman)

## Torino nelle canzoni
Torino è presente in molte canzoni ed è l'unica città italiana, oltre a Napoli, citata nel titolo di una canzone americana con il nome non tradotto: per la precisione, il cantautore texano Shawn Phillips nel suo album del 1970 Second Contribution apre il lato A con un brano dal titolo lunghissimo, She was waitin' for her mother at the Station in Torino and you know I love you baby but it's getting too heavy to laugh ("Stava aspettando sua madre alla stazione di Torino e tu sai che ti amo tesoro ma sta diventando troppo pesante per ridere"). Anche il dj austriaco Parov Stelar ha intitolato un suo brano con il nome della città in italiano: A Night in Torino, EP del 2005. Inoltre, il gruppo Turin Brakes cita nel proprio nome la città di Torino. Secondo la stessa band, le due parole non abbinano alcun significato e il loro accostamento non ha alcun senso voluto.. 
Una lista non esaustiva delle canzoni in cui viene citata la città comprende:
- Serenata a Torino di Bruno Pallesi (1941)
- Ciao Turin di Sergio Ponalini & i Radio Boys (1949)
- Passeggiando per il centro di Torino del Quartetto Cetra (1954)
- Bondi me Turin del Duo Fasano (1957)
- La mia città di Gipo Farassino (1967)
- Turin 'd seira di Domi Serengay (1967)
- She was waitin' for her mother at the Station in Torino and you know I love you baby but it's getting too heavy too laugh di Shawn Phillips (1970)
- Un'auto targata «TO» di Lucio Dalla (1973)
- L'operaio della FIAT (la 1100) di Rino Gaetano (1974)
- Intervista con l'Avvocato  di Lucio Dalla (1976)
- Torino che non è New York di Enzo Maolucci (1978)
- Vivo in una città morta dei Blue Vomit
- Torino è la mia città!!! dei Rough (1981)
- Torino di Antonello Venditti (1982)
- Qui non c'è il mare degli Statuto (1991)
- Quella di Torino dei Powerillusi (1996)
- Il cielo su Torino dei Subsonica (1999)
- Black City dei OneMic (2005)
- Cantieri su Torino dei Fratelli Sberlicchio
- Too much of metro dei Fratelli Sberlicchio
- Meglio di uno specchio dei Massimo Volume
- Tanco del murazzo di Vinicio Capossela
- Torino fa rumore di OneMic Featuring Malva & DJ ReX
- Grande Torino degli Agoria (2008)
- Grigio Torino di Mao (2008)
- A night in Torino dei Parov Stelar (2009)
- Plaza Victoire di Bea Zanin (2014)
- Stoppi del Trio Marciano feat. Bandakadabra (2014)